# Most Partynicki
Most Partynicki (Lohebrücke, Most Patenicki) – most położony we Wrocławiu, stanowiący przeprawę nad rzeką Ślęza. Most zlokalizowany jest w rejonie osiedla Partynice, w ciągu Alei Karkonoskiej, stanowiącej główną drogę wylotową z miasta w kierunku południowym (droga krajowa nr 5, droga krajowa nr 98) oraz łączącą miasto poprzez Węzeł Bielany Wrocławskie z autostradą A4 (droga europejska E40). Na północ od mostu rozciąga się teren Parku Klecińskiego.
Most ten został zbudowany w 1938 roku jako most jednoprzęsłowy o konstrukcji wykonanej w technologii żelbetowej, z ustrojem nośnym o wolnopodpartym schemacie statycznym. Most ma długość 27,3 m, szerokość całkowitą 17,5 m, w tym 14,0 m to jezdnia (4 pasy ruchu, po dwa w każdym kierunku, bez pasa rozdzielającego – droga jednojezdniowa), oraz dwa chodniki po 1,0 m szerokości każdy. Nawierzchnia mostu wykonana została jako bitumiczna.
Przedwojenne niemieckie nazwy mostów przerzuconych nad rzeką Ślęzą – Lohebrücke – znaczą most na Ślęzie; nazwa ta stosowana była w odniesieniu do wszystkich ówczesnych mostów przerzuconych przez rzekę Ślęza – Lohe.